# Église franciscaine de Cluj-Napoca
L'église franciscaine de Cluj-Napoca (en roumain : Biserica Romano-Catolică Franciscană) est une église catholique située à Cluj-Napoca en Roumanie. Il s'agit de l'un des édifices religieux les plus anciens de la ville.

## Architecture et décoration

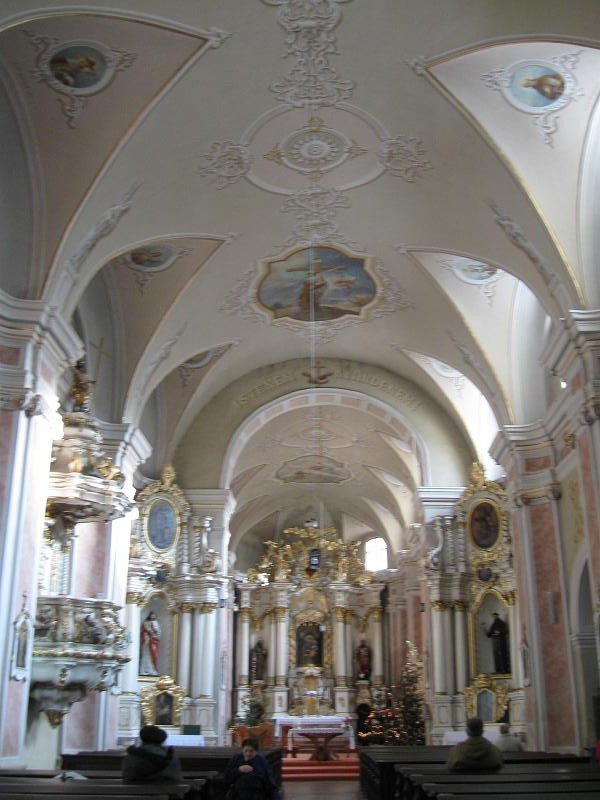
Intérieur de l'Église franciscaine.